# Memorial Coluna Prestes
O Memorial Coluna Prestes é um museu localizado no município gaúcho de Santo Ângelo. O museu localiza-se desde 1996 no prédio da antiga estação ferroviária do município.
Em seu acervo, o memorial possui documentos, fotos e outros materiais sobre uma das maiores marchas revolucionárias da humanidade, a Coluna Prestes, liderada por Luís Carlos Prestes, e que teve como berço o município de Santo Ângelo.
O prédio serviu de QG para Prestes e seus colaboradores planejarem a Coluna, que partiu em outubro de 1924 em direção ao norte do país, percorrendo aproximadamente 25.000 quilômetros durante dois anos e três meses.
Em 1969, essa estação foi desativada, sendo inaugurada uma nova estação ao norte da cidade.
O memorial foi idealizado e implantado pelo poder público de Santo Ângelo entre 1994 e 1996, a partir de um projeto feito a princípio para Porto Alegre, mas depois destinado à cidade-berço da Coluna. O projeto foi doado pelo arquiteto Oscar Niemeyer, por sua vez amigo íntimo do líder da Coluna, Luis Carlos Prestes. No obelisco, localizado na Av. Ipiranga, nas imediações da estação ferroviária, Niemeyer desenhou todo o caminho percorrido pela coluna em 1920, de Santo Ângelo ao Piauí
Anexo ao memorial está o museu ferroviário do município, com fotos, livros, telégrafo entre outros itens utilizados ao tempo de operação da estação. Conta com dois vagões em exposição, sendo um carro de serviço, código NQ-357, fabricado em 1958, e um vagão de transporte de passageiros de primeira classe, código PC 7619-0, fabricado em 1967, ambos fabricados em Santa Maria. Também possui um passeio ajardinado, com monumento "A Coluna Invicta", do escultor Maurício Bentes.
A idealização do museu teve em vista, primeiro, a possibilidade de aproveitar a Estação Ferroviária, que vinha se desgastando e sendo mal aproveitada e, depois, tentou aproveitar a qualidade histórica do memorial para criar um ponto turístico que se tornasse uma válvula de enriquecimento para a cidade, bem como evidenciando uma conexão histórica do memorial com um evento amplamente conhecido, como a Coluna Prestes, fazendo de Santo Ângelo, propriamente, uma cidade histórica.
O prédio da estação foi tombado como patrimônio histórico municipal, pela lei nº 825, de 19 de novembro de 1984, bem como patrimônio estadual, pela portaria 46, de 10 de julho de 2013.

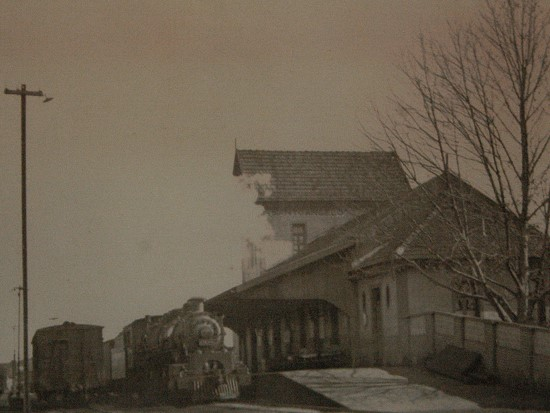
Um trem partindo da estação na década de 1920.